# Myra Orth
Myra Whitney Dickman épouse Orth (4 octobre 1934 - 30 novembre 2002) est une historienne de l'art américaine.

## Biographie
Myra Dickman Orth naît le 4 octobre 1934 aux États-Unis. Elle obtient son BA de l'université Cornell en 1956, puis son MA et son PhD de l'université de New York. Elle est commissaire d’exposition pour le Getty Research Institute à Los Angeles. Ensuite, elle enseigne à l'université de Californie à Santa Barbara et à l'université de Virginie. Elle travaillera chez Christie's à Paris.
Spécialiste des manuscrits de la Renaissance française, elle a publié sur les livres d'heures, les éditeurs, les femmes donneuses d'ordres, la protection royale et la vie intellectuelle de cette époque. 
Elle épouse William Torrence Orth le 18 aout 1956 à Riverside (Connecticut) et meurt le 30 novembre 2002.

## Œuvres
- Godefroy le Batave, illuminator to the French Royal Family, 1516 - 1526, 1983
- Livres d'heures royaux : la peinture de manuscrits à la cour de France au temps de Henri II : 23 septembre-13 décembre 1993, 1993 (dans le cadre d'une exposition tenue au musée national de la Renaissance, Château d'Ecouen, Val d'Oise)
- Renaissance manuscripts: the sixteenth century, tome 1, 2005
- Renaissance manuscripts: the sixteenth century, tome 2, 2015
- Progressive tendencies in French manuscript illumination, 1515-1530 : Godefroy le Batave and the 1520's Hours workshop, 1976 (8 réimpressions jusqu'en 2003)

Le Getty Research Institute publie une liste des articles et notes de travail que Orth a rédigés de 1970 à 2003